# Takhuit
Takhuit o Takhut va ser una reina egípcia de la XXVI Dinastia. Era la Gran Esposa Reial del rei Psamètic II.
Amb Psamètic II va tenir al futur faraó Apries i l'Esposa de Déu Amon Ankhnesneferibre. Se sap que Takhuit era l'esposa del rei Psamètic II perquè la seva filla Ankhnesneferibre està registrada com a ermana del rei i nascuda de Takhuit.
Takhuit va ser enterrada a Athribis. La seva tomba va ser descoberta el 1950, i s'hi van descobrir un gran sarcòfag i un escarabat de cor.

## Títols
Takhuit portava els títols següents:
- Esposa del Rei (ḥmt-nỉswt)
- Gran Esposa Reial
- Primera per a Sa Majestat (ḥmt-nỉswt wr.t tp.t-n-ḥm=f)
- Senyora de Gràcia (nb.t-ỉm3.t)
- Dolça Estimada (bnr.t-mrwt)
- Mare del Rei (mwt-nỉswt)